# Lee Naylor
Lee Naylor (Bloxwich, Inglaterra, Reino Unido, 19 de marzo de 1980) es un futbolista inglés. Juega de defensa y su equipo actual es el Celtic de Glasgow.

## Biografía
Lee Naylor, que actúa como lateral izquierdo, empezó su carrera futbolística en las categorías inferiores del Wolverhampton Wanderers FC. En 1997 pasa a formar parte de la primera plantilla del club. Debuta el 12 de octubre en el partido Birmingham City FC 1-0 Wolverhampton Wanderers FC. Poco a poco fue jugando partidos, hasta convertirse en un fijo en las alineaciones iniciales. En la temporada 2002-03 consiguió el ascenso a la FA Premier League. Al año siguiente el objetivo era la permanencia, aunque finalmente no se consiguió y el Wolverhampton Wanderers FC acabó descendiendo.
El 23 de agosto de 2006 ficha por su actual club, el Celtic FC escocés, que tuvo que realizar un desembolso económico de 1 millón de euros para poder hacerse con sus servicios. Debutó con su nuevo equipo en agosto en un partido contra el Hibernian FC en el que el Celtic se impuso por dos goles a uno. Con este equipo se proclama campeón de la Premier League de Escocia en 2007. En la temporada siguiente repite título, pero se perdió 5 partidos de liga en diciembre debido a una lesión. También gana una Copa de Escocia.

## Selección nacional
Todavía no ha debutado con la selección absoluta, aunque sí ha jugado con las categorías inferiores.

## Clubes
| Club                                  | País       | Año       |
| ------------------------------------- | ---------- | --------- |
| Wolverhampton Wanderers Football Club | Inglaterra | 1997-2006 |
| Celtic Football Club                  | Escocia    | 2006-     |

## Títulos
- 2 Ligas de Escocia (Celtic FC, 2007 y 2008)
- 1 Copa de Escocia (Celtic FC, 2007)